# Doryopteris ornithopus
Doryopteris ornithopus är en kantbräkenväxtart som först beskrevs av Georg Heinrich Mettenius, och fick sitt nu gällande namn av John Smith. Doryopteris ornithopus ingår i släktet Doryopteris och familjen Pteridaceae. Inga underarter finns listade.